# Douk Douk

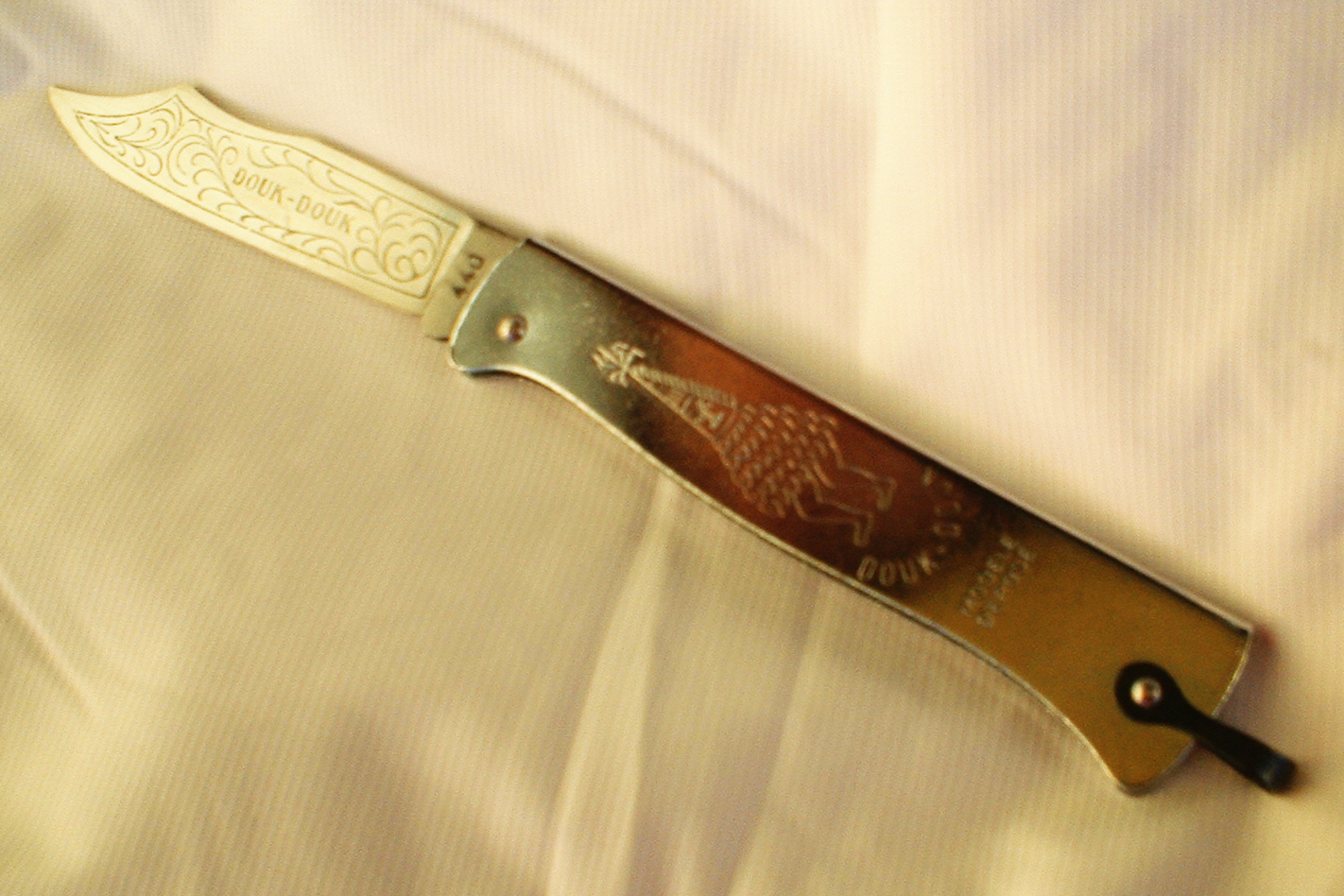
Douk douk 200 mm

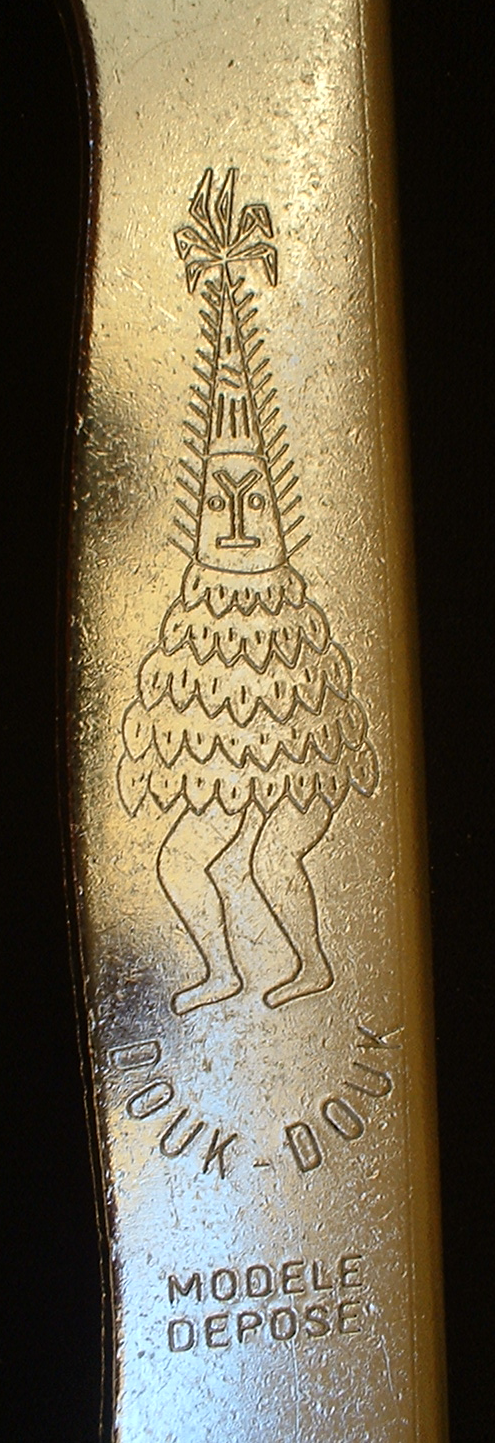
Sagenfigur Duk-Duk ziert den Griff

Das Douk Douk ist ein französisches Taschenmesser. Die einfache Konstruktion besitzt eine Klinge aus Kohlenstoffstahl. Hergestellt wird es von der Firma M. C. Cognet aus Thiers seit 1929. Der Name des Messers leitet sich von der geheimnisvollen Sagenfigur Duk-Duk aus dem Südpazifik ab. Das Messer wurde insbesondere in den französischen Kolonien nachgefragt. Es ist in hohen Stückzahlen hergestellt worden und hat einen ähnlichen Ruf wie das Opinel-Messer.

## Varianten
- Sorcier (Zauberer) – Standardausführung, dunkler Griff mit Douk Douk Figur, Klinge aus Kohlenstoffstahl
- El-Baraka – Version mit einem vernickelten Griff, auf der Griffschale befindet sich als Motiv ein Tourag Agadez-Kreuz, die Version wurde speziell für den Markt in Nordafrika gebaut, da man befürchtete, Muslime könnten Anstoß an der Figur des Duk Duk finden.
- Tiki – Motiv auf dem Griff mit polynesischer Tiki Figur, die Klinge ist dunkel phosphatiert
- l'Écureuil (Eichhörnchen) – mit anderer Klingengeometrie

## Trivia
Im Algerienkrieg war das Messer eine beliebte, preisgünstige Waffe. So soll die Nationale Befreiungsfront FLN das Messer zur Bestrafung von Überläufern eingesetzt haben und diesen Nasen oder Ohren abgeschnitten haben.